# Панос Коронайос
Панос Коронайос (грец. Πάνος Κορωναίος; 1809, Константинополь — 1899, Афіни) — офіцер Грецької армії, генерал-лейтенант, учасник Грецької війни за незалежність, один з лідерів повалення короля Оттона в 1862 році та Критського повстання 1866—1869 років.
Народився в Константинополі в родині, яка походила з Кітіри та півострова Мані. Після початку Грецької війни за незалежність у 1821 році його родина покинула османську столицю та оселилася на Корфу. У віці 17 років Коронаіос покинув Корфу та приєднався до невеликої регулярної армії грецьких повстанців. Під командуванням полковника Родіоса він брав участь у невдалій Хіоській експедиції 1827–28 років.
Коли в 1828 році була заснована Грецька військова академія, він вступив до неї як один із перших студентів і отримав звання першого грецького артилерійського офіцера в званні ад'ютанта.
Через свою опозицію до авторитарного правління короля Оттона, він був відправлений з Афін для служби в Нафпліоні. Там він був одним із головних лідерів невдалої Навплійської революції в лютому 1862 року, а пізніше одним із головних рушіїв повалення Оттона в жовтні 1862 року. Він був представником під час II Національної асамблеї і протягом наступного періоду міжцарів'я він став однією з провідних військових постатей, особливо завдяки своєму впливу на артилерію. Під час кривавих зіткнень у червні 1863 року між фракціями «Гора» та «Рівнина», Коронаіос, який став на бік перших, був призначений головою Афінської національної гвардії та міністром військових справ і очолив свої сили до перемоги після триденних боїв.
Коли спалахнуло Критське повстання 1866–1869 років, він покинув Грецію та приєднався до критських повстанців, залишаючись на острові близько двох років. Після повернення він зайнявся політикою, послідовно обираючись членом парламенту від Аттики в 1869 році, і Кітіри в 1877 році (замінивши померлого депутата Д. Раптакіса), 1879 і 1887 роках. У 1880 році, під час майже війни з Османською імперією, він був підвищений до генерал-лейтенанта, а потім звільнений з дійсної служби.
Він помер в Афінах 17 січня 1899 року, і його похорони відбулися в церкві Панагії Хрісоспіліотісса на вулиці Айолу. Справді, коли процесія проходила площею Синтагма , прямуючи до Першого кладовища, великий натовп заплаканих людей підійшов, щоб попрощатися з ним.